# 中缅边民联欢纪念馆

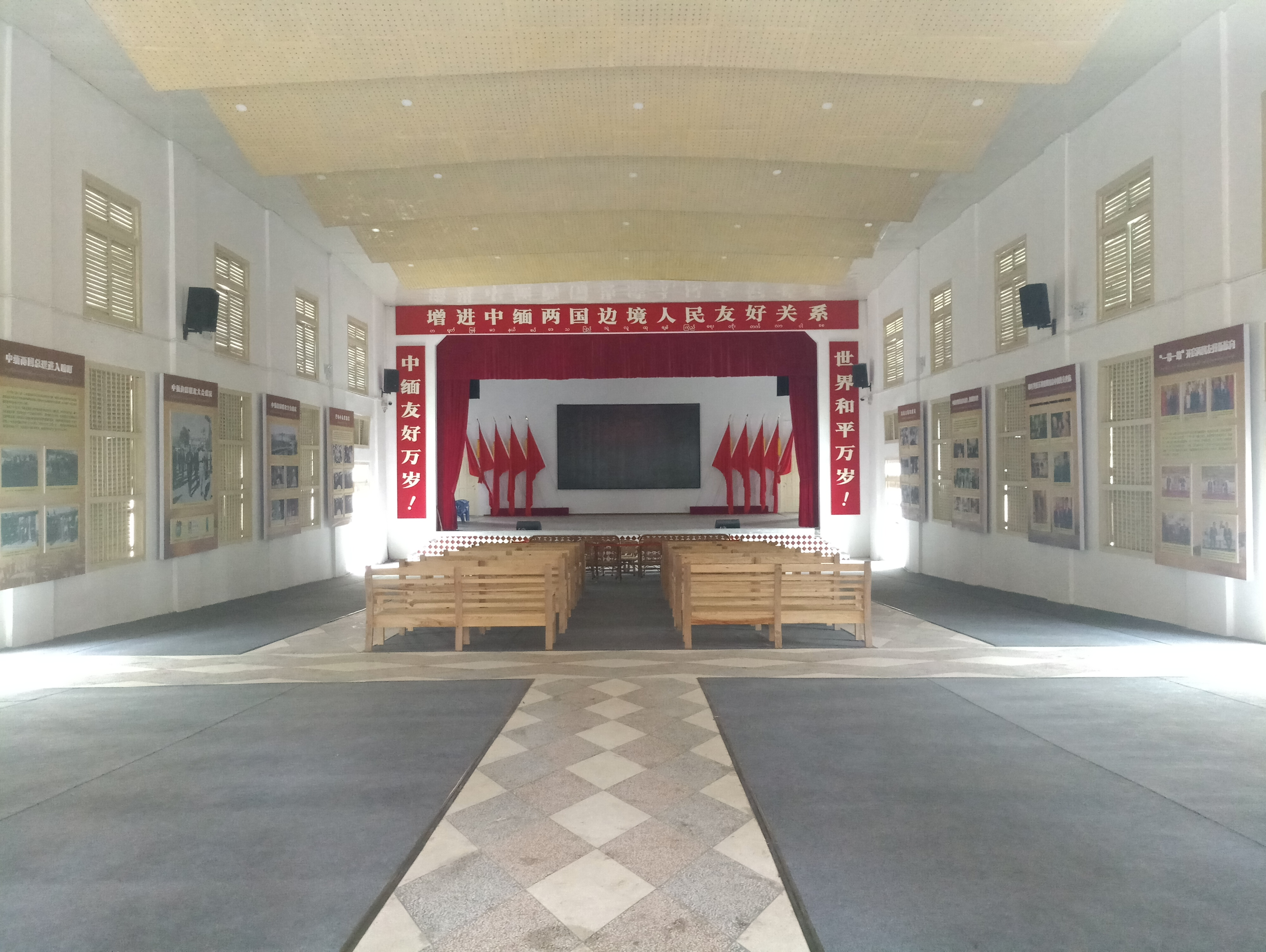
芒市小礼堂内部

中缅边民联欢纪念馆，又称芒市小礼堂、芒市中缅边民大联欢旧址，是中国云南省德宏傣族景颇族自治州芒市的一座纪念馆，位于勐焕街道斑色路8号。

## 历史
芒市小礼堂始建于1953年:178。1956年12月，中华人民共和国总理周恩来到缅甸访问。其间，周恩来提议在中缅边境的德宏州首府芒市举行中缅边民大联欢，得到当时缅甸总理吴巴瑞的赞同。同月15日，周恩来和吴巴瑞从缅甸经中国畹町陆地边境口岸进入中国，在畹町桥举行了中华人民共和国国旗升旗仪式，两国总理一起检阅了中国仪仗队。16日，中缅边民大联欢在芒市举行，其中参加联欢会的中方有1.7万人，缅方有430多人。当晚云南省京剧团、滇剧团、杂技团以及西双版纳、红河州、德宏州歌舞团还在芒市小礼堂举行了文艺演出。之后中缅双方高层陆续到缅甸进行访问，并在12月下旬发布联合声明，就此次边民大会给与高度评价。此事增强中缅关系，为双方于1960年顺利签署《中缅友好互不侵犯条约》、《中国缅甸边界问题的协定》奠定基础。
2012年5月15日，以“芒市小礼堂”公布为第三批德宏州文物保护单位；2019年2月21日，以“芒市中缅边民大联欢旧址（小礼堂）”名义，被认定为第八批云南省文物保护单位。之后德宏州政府开始对礼堂进行翻修，并更名为“中缅边民联欢纪念馆”。2019年4月11日，中国·德宏2019国际泼水狂欢节中缅边民联欢纪念馆开馆仪式暨傣族、德昂族文化产品首发式在中缅边民联欢纪念馆举行。